# Fulica
Fulica é um gênero de aves gruiformes da família Rallidae, no qual se classificam as onze espécies conhecidas de carqueja (no Brasil) ou galeirão (em Portugal).
As carquejas ou galeirões são aves de médio porte, com 38 a 50 cm de comprimento. Têm constituição robusta e plumagem preta. Todas as espécies são muito semelhantes entre si e distinguem-se pelas cores do escudete frontal, bico e patas. As asas são arredondadas e a cauda é curta e pontiaguda. As patas são relativamente altas e terminam em dedos longos.
Essas aves habitam zonas alagadas, rios de curso lento, pântanos e lagos. Alimentam-se de material vegetal aquático, que consomem em mergulhos ou nadando. Durante a época de reprodução, constroem ninhos com plantas aquáticas, sob a forma de plataformas flutuantes. Os casais são muito territoriais e defendem as proximidades do ninho com agressividade, quer de membros da sua espécie, quer de outro tipo de aves aquáticas. As carquejas e galeirões passam a maior parte do tempo nadando e voam com relutância.

## Espécies
- Galeirão-de-crista Fulica cristata
- Galeirão-comum, Fulica atra
- Fulica alai
- Galeirão-americano, Fulica americana
- Fulica caribaea
- Carqueja-de-bico-amarelo, Fulica leucoptera
- Fulica ardesiaca
- Carqueja-de-bico-manchado, Fulica armillata
- Carqueja-de-escudo-vermelho, Fulica rufifrons
- Fulica gigantea
- Fulica cornuta

## Referência
- Rodriguez Mata, J.R. et al., 2006. Birds of South America. Collins Field Guide